# Loewinson-Lessing-See
Der Loewinson-Lessing-See (russisch Озеро Левинсон-Лессинга) ist ein etwa 25 km² großer See im auf der Taimyrhalbinsel gelegenen Byrrangagebirge in Nordsibirien. Er erhielt seinen Namen zur Ehrung des russischen Geologen und Petrographen Franz Loewinson-Lessing.

## Geographie

### Lage
Der Loewinson-Lessing-See liegt als Teil der Tundra etwa 900 km jenseits bzw. nördlich des nördlichen Polarkreises im Mittelteil des maximal 1125 m hohen Byrrangagebirges, das etwas nordnordöstlich des Sees bis 551 m hoch ist. Er befindet sich etwa 10 km westlich vom Westteil (Ledjanaja-Bucht) des großen Taimyrsees. Durchflossen wird er von der Krasnaja, die über die Ledjanaja in den Taimyrsee und damit in die Taimyra fließt. Am Ufer liegen keine Siedlungen, aber rund 300 km südsüdöstlich am Fluss Chatanga das Dorf Chatanga.
Der See ist Teil des am 23. Februar 1979 als Naturschutzgebiet gegründeten, fünfteiligen Biosphärenreservats Taimyr, das 1995 von der UNESCO als Biosphärenreservat ausgewiesen wurde und etwa 2,72 Mio. ha groß ist.

### Daten
Sein Wasserspiegel liegt etwa 52 m (nach anderen Angaben 47 oder 48 m) hoch. Das Einzugsgebiet des Sees umfasst rund 500 km². Seine größte Breite von fast 3 km erreicht der See an einer Bucht im Südteil und seine größte Tiefe im bis knapp 2 km breiten Zentralteil mit 112 m (nach anderen Angaben 108 m). Das Seebecken, das in den Kaltzeiten von einem Gletscher erfüllt war, stellt eine Kryptodepression dar, weil sein Grund, je nachdem von welcher vorgenannter Seespiegelhöhe aus gemessen wird, etwa 60 bis 65 m unter dem Meeresspiegel liegt.

### Klima
Das Gebiet des Loewinson-Lessing-Sees in der nordsibirischen Tundra weist Permafrostboden auf. In der kurzen Sommerperiode mit etwa 50 frostfreien Tagen erreicht die Tagestemperatur einen durchschnittlichen Wert von 6,5 °C. Im Winter liegt der Tagesmittelwert bei −33,1 °C.

## Hydrologie
Der Hauptzufluss, die Krasnaja („Roter Fluss“), mündet in das nördliche Ende des Sees. Dieser Wasserlauf führt während der frostfreien Periode an rund 75 Tagen des Kalenderjahres dem See in sehr stark schwankenden Mengen Wasser und mineralische Lockermaterialien zu. Die einfließenden Wassermengen sind niederschlagsabhängig. Im Jahr 1995 wurde am Hauptzufluss ein Schwebstoffeintrag von 10.500 Tonnen gemessen.
Der Abfluss des Sees am südlichen Ende mündet nach knapp 2 km in die Ledjanaja („Eisfluss“), die dem nahen Taimyrsee und damit der Taimyra in östlicher Richtung zufließt.

## Geologie
Der Talkessel mit dem Loewinson-Lessing-See ist aus einer tektonischen Grabenzone entstanden, die zur paläozoischen Byrranga-Faltenzone gehört. Innerhalb der geomorphographischen Gestalt der umliegenden Mittelgebirgsregion bildet der See eine Absenkung von etwa 600 Metern. Die zum Ufer abfallenden Gebirgshänge am langgestreckten See sind von tiefen v-förmigen Erosionsstrukturen gekennzeichnet. Die Gesteine der seiner Umgebung sind permischen Alters und mit Dolerit-Intrusionen durchsetzt.
An den Hängen entlang des Sees befinden sich auf einer Höhe von etwa 200 Metern und zwischen 250 und 300 Metern marine Ablagerungen in Form von Sand und Schotterterrassen. Sie belegen ein früheres Vordringen des Meeresspiegels auf der Taimyrhalbinsel. Die ufernahen und unter seinem Wasserspiegel liegenden Sedimente haben dagegen einen limnischen Ursprung.
Das Gebiet des Loewinson-Lessing-Sees mit dem System seiner Zuflüsse einschließlich weiterer kleinerer Seen wurde zwischen 1994 und 1996 intensiv wissenschaftlich untersucht und topographisch vermessen. An den international Forschungsarbeiten war beispielsweise das Alfred-Wegener-Institut beteiligt. In diesem Zusammenhang brachte man in den Sedimentablagerungen des tektonisch entstandenen Seebeckens Erkundungsbohrungen nieder. Die aus den Bohrkernanalysen gezogenen Erkenntnisse ermöglichen durch die Einheitlichkeit der Ablagerungen zusammenhängende Aussagen zur die Paläogeographie der Region über einen Zeitraum der vergangenen 8.000 Jahre. Diese Arbeiten dienen dem besseren Verständnis von Wasser- und Sedimenttransport in Flusssystemen innerhalb dieser Permafrostregion.